# 중구 (울산 선거구)
울산 중구는 대한민국의 국회의원 선거구이다. 울산광역시 중구 일대를 관할한다. 현 지역구 국회의원은 국민의힘의 박성민이다.

## 역사
1997년, 경상남도 울산시가 울산광역시로 승격되었다. 이에  2000년 대한민국 제16대 국회의원 선거를 앞두고 울산시 중구 선거구가 개편되면서 신설되었다.

## 관할 구역
| 대수      | 관할 구역 |
| --------- | --------- |
| 16대~현재 | 중구 일원 |

## 역대 국회의원
| 선거   | 정당 | 정당       | 의원   |
| ------ | ---- | ---------- | ------ |
| 2000년 |      | 한나라당   | 김태호 |
| 2002년 |      | 한나라당   | 정갑윤 |
| 2004년 |      | 한나라당   | 정갑윤 |
| 2008년 |      | 한나라당   | 정갑윤 |
| 2012년 |      | 새누리당   | 정갑윤 |
| 2016년 |      | 새누리당   | 정갑윤 |
| 2020년 |      | 미래통합당 | 박성민 |
| 2024년 |      | 국민의힘   | 박성민 |

## 역대 선거 결과

### 대한민국 제16대 국회의원 선거
|  | 47.94% |

|  | 38.16% |

|  | 6.21% |

|  | 5.85% |

|  | 1.81% |

### 2002년 대한민국 재보궐선거
|  | 43.26% |

|  | 31.52% |

|  | 15.65% |

|  | 7.88% |

|  | 1.68% |

### 대한민국 제17대 국회의원 선거
|  | 46.77% |

|  | 33.03% |

|  | 13.85% |

|  | 3.11% |

|  | 2.36% |

|  | 0.84% |

### 대한민국 제18대 국회의원 선거
|  | 64.85% |

|  | 21.39% |

|  | 11.11% |

|  | 2.63% |

### 대한민국 제19대 국회의원 선거
|  | 50.39% |

|  | 37.51% |

|  | 6.13% |

|  | 4.29% |

|  | 1.64% |

### 대한민국 제20대 국회의원 선거
|  | 46.98% |

|  | 20.52% |

|  | 19.66% |

|  | 12.83% |

### 대한민국 제21대 국회의원 선거
|  | 54.04% |

|  | 34.32% |

|  | 9.46% |

|  | 1.32% |

|  | 0.83% |

### 대한민국 제22대 국회의원 선거
|  | 56.44% |

|  | 43.55% |